# Palais Foscari
Pour les articles homonymes, voir Palazzo Foscari.
Le palais Foscari (en italien, Palazzo Foscari) (dit aussi Palazzetto Foscari) est un palais de Venise, dans le style gothique vénitien (XIVe siècle) ; il est situé dans l'île de la Giudecca (N.A.795), près du Moulin Stucky.
À l'origine, il fut demeure de la famille de Francesco Foscari le 65e doge de Venise. Giovanni Stucky, ingénieur suisse qui a complètement rénové le Moulin de Venise par des technologies modernes de fabrication, a habité dans le Palazzo Foscari (source: mosaïque dans l'escalier, datation 1856). Jusqu'en 2006, le palais a accueilli les archives musicales Luigi Nono. Depuis 2006, il est utilisé comme galerie d'art moderne et contemporaine et avec Giudecca 795 comme adresse.